# John Fiedler
John Donald Fiedler (Platteville, 3 febbraio 1925 – Englewood, 25 giugno 2005) è stato un attore e doppiatore statunitense.

## Biografia
Lavorò come attore sin dagli anni cinquanta; si ricordano in particolare tre interpretazioni, probabilmente quelle più note, ne La parola ai giurati (1957), Baciami, stupido (1964) e La strana coppia (1968).
Fu attivo anche come doppiatore, in particolare in molti film di animazione della Disney, per la quale il doppiaggio principale è stato il personaggio di Pimpi nei film di Winnie the Pooh.
Muore di cancro a Englewood il 25 giugno 2005, all'età di 80 anni.

## Filmografia

### Cinema
- La parola ai giurati (12 Angry Men), regia di Sidney Lumet (1957)
- Piombo rovente (Sweet Smell of Success), regia di Alexander Mackendrick (1957)
- Fascino del palcoscenico (Stage Struck), regia di Sidney Lumet (1958)
- Quel tipo di donna (That Kind of Woman), regia di Sidney Lumet (1959)
- Un grappolo di sole (A Raisin in the Sun), regia di Daniel Petrie (1961)
- Il visone sulla pelle (That Touch of Mink), regia di Delbert Mann (1962)
- La vita privata di Henry Orient (The World of Henry Orient), regia di George Roy Hill (1964)
- Baciami, stupido (Kiss Me, Stupid), regia di Billy Wilder (1964)
- Il californiano (Guns of Diablo), regia di Boris Sagal (1965)
- Pazzo per le donne (Girl Happy), regia di Boris Sagal (1965)
- Una splendida canaglia (A Fine Madness), regia di Irvin Kershner (1966)
- La donna del West (The Ballad of Josie), regia di Andrew V. McLaglen (1967)
- Ladri sprint (Fitzwilly), regia di Delbert Mann (1967)
- La strana coppia (The Odd Couple), regia di Gene Saks (1968)
- Rascal, l'orsetto lavatore (Rascal), regia di Norman Tokar (1969)
- Il Grinta (True Grit), regia di Henry Hathaway (1969)
- Quel fantastico colpo alla banca (The Great Bank Robbery), regia di Hy Averback (1969)
- Supponiamo che dichiarino la guerra e nessuno ci vada (Suppose They Gave a War and Nobody Came?), regia di Hy Averback (1970)
- Phil il diritto (Making It), regia di John Erman (1971)
- Honky, regia di William A. Graham (1971)
- Il pirata dell'aria (Skyjacked), regia di John Guillermin (1972)
- Dai papà... sei una forza! (Superdad), regia di Vincent McEveety (1973)
- Due uomini e una dote (The Fortune), regia di Mike Nichols (1975)
- Quello strano cane... di papà (The Shaggy D.A.), regia di Robert Stevenson (1976)
- Follia di mezzanotte (Midnight Madness), regia di Michael Nankin e David Wechter (1980)
- La corsa più pazza d'America (The Cannonball Run), regia di Hal Needham (1981)
- Pelle di sbirro (Sharky's Machine), regia di Burt Reynolds (1981)
- Seize the Day, regia di Fielder Cook (1986)

### Televisione
- Ai confini della realtà (The Twilight Zone) – serie TV, 2 episodi (1960-1962)
- Peter Gunn – serie TV, episodio 3x22 (1961)
- Avventure in paradiso (Adventures in Paradise) – serie TV, episodi 2x17-3x26 (1961-1962)
- Scacco matto (Checkmate) – serie TV, episodio 1x35 (1961)
- Have Gun - Will Travel – serie TV, episodio 4x26 (1961)
- Pete and Gladys – serie TV, episodio 1x27 (1961)
- L'ora di Hitchcock (The Alfred Hitchcock Hour) – serie TV, episodio 1x04 (1962)
- The New Breed – serie TV, episodio 1x30 (1962)
- Thriller – serie TV, episodio 2x19 (1962)
- Outlaws – serie TV, episodio 2x20 (1962)
- Bonanza – serie TV, episodio 4x32 (1963)
- Sotto accusa (Arrest and Trial) – serie TV, episodio 1x02 (1963)
- La grande avventura (The Great Adventure) – serie TV, episodio 1x07 (1963)
- Vacation Playhouse – serie TV, episodio 1x04 (1963)
- I mostri (The Munsters) – serie TV, 2 episodi (1964)
- The Travels of Jaimie McPheeters – serie TV, episodio 1x26 (1964)
- Star Trek – serie TV, episodio 2x14 (1967)
- Capitan Nice (Captain Nice) – serie TV, episodio 1x10 (1967)
- Squadra speciale anticrimine (The Felony Squad) – serie TV, episodio 2x24 (1968)
- Le spie (I Spy) – serie TV, episodio 3x23 (1968)
- Le strade di San Francisco (The Streets of San Francisco) – serie TV, episodio 3x04 (1974)
- Bad Ronald, regia di Buzz Kulik – film TV (1974)
- Tre cuori in affitto (Three's Company) – serie TV, episodio 2x02 (1977)
- Fantasilandia (Fantasy Island) – serie TV, 2 episodi (1978)
- Un salto nel buio (Tales from the Darkside) - serie TV, episodio 2x18 (1986)

### Doppiaggio
- Robin Hood, regia di Wolfgang Reitherman (1973)
- Le avventure di Winnie the Pooh (The Many Adventures of Winnie the Pooh), regia di John Lounsbery e Wolfgang Reitherman (1977)
- Le avventure di Bianca e Bernie (The Rescuers), regia di John Lounsbery, Wolfgang Reitherman e Art Stevens (1977)
- Red e Toby nemiciamici (The Fox and the Hound), regia di Art Stevens, Ted Berman e Rochard Rich (1981)
- Le nuove avventure di Winnie the Pooh (The New Adventures of Winnie the Pooh) - serie TV, 50 episodi (1988-1991)
- Winnie the Pooh alla ricerca di Christopher Robin (Pooh's Grand Adventure: The Search for Christopher Robin), regia di Karl Geurs (1997)
- T come Tigro... e tutti gli amici di Winnie the Pooh (The Tigger Movie), regia di Jun Falkenstein (2000)
- Le follie dell'imperatore (The Emperor's New Groove), regia di Mark Dindal (2000)
- Il libro di Pooh (The Book of Pooh) - serie TV, 31 episodi (2001-2002)
- House of Mouse - Il Topoclub (House of Mouse) - serie TV, 3 episodi (2001-2002)
- Topolino & i cattivi Disney (Mickey's House of Villains), regia di Jamie Mitchell, Tony Graig e Mike Moon (2001)
- Kingdom Hearts (2002) - videogioco
- Buon anno con Winnie the Pooh (Winnie the Pooh: A Very Merry Pooh Year), regia di Gary Katona e Ed Wexler (2002)
- Pimpi, piccolo grande eroe (Piglet's Big Movie), regia di Francis Glebas (2003)
- Winnie the Pooh: Ro e la magia della primavera (Winnie the Pooh: Springtime with Roo), regia di Saul Blinkoff e Elliot M. Bour (2004)
- Winnie the Pooh e gli Efelanti (Pooh's Heffalump Movie), regia di Frank Nissen (2005)
- Il primo Halloween da Efelante (Pooh's Heffalump Halloween Movie), regia di Saul Blinkoff e Elliot M. Bour (2005)
- Le follie di Kronk (Kronk's New Groove), regia di Elliot M. Bour (2005)

## Doppiatori italiani
Nelle versioni in italiano delle opere in cui ha recitato, John Fiedler è stato doppiato da:
- Giorgio Piazza in Piombo rovente, Fascino del palcoscenico, Il californiano
- Oreste Lionello in Baciami, stupido, Una splendida canaglia
- Roberto Gicca in La parola ai giurati
- Franco Odoardi in Star Trek
- Gianfranco Bellini in La strana coppia
- Leonardo Severini ne Il Grinta
- Claudio Trionfi in Follia di mezzanotte
- Elio Pandolfi ne I mostri (2ª edizione)

Da doppiatore è sostituito da:
- Fabrizio Vidale ne Le avventure di Winnie the Pooh, Winnie the Pooh alla ricerca di Christopher Robin, T come Tigro... e tutti gli amici di Winnie the Pooh
- Roberto Stocchi ne Le nuove avventure di Winnie the Pooh, Il primo Halloween da Efelante (nell'episodio "Il grande bu!")
- Valerio Ruggeri ne Il libro di Pooh (parte parlata), Le follie di Kronk
- Luca Dal Fabbro in Buon anno con Winnie the Pooh, Pimpi, piccolo grande eroe, Winnie the Pooh e gli Efelanti (parte parlata)
- Stefano Rinaldi in Winnie the Pooh e gli Efelanti, Un Halloween da Efelante (parti cantate)
- Marcello Tusco in Robin Hood
- Nino Scardina in Red e Toby nemiciamici
- Mino Caprio ne Il libro di Pooh (parte cantata)
- Vincenzo Ferro ne Le follie dell'imperatore